# Карл Александр Лотарингский
Принц Карл Александр Лотарингский и Барский (фр. le Duc Charles Alexandre de Lorraine et de Bar, нем. Prinz Karl Alexander von Lothringen und Bar; 12 декабря 1712, Люневиль, Франция — 4 июля 1780, Тервурен, Бельгия) — австрийский военачальник, фельдмаршал (22 ноября 1740), главнокомандующий имперскими войсками в войне за австрийское наследство и в начале Семилетней войны.

## Биография
Сын герцога Леопольда Лотарингского и принцессы Елизаветы Шарлотты Орлеанской. Младший брат герцога Франца Стефана, ставшего, впоследствии, мужем эрцгерцогини Марии Терезии и императором Священной Римской империи Францем I.
В четырёхлетнем возрасте стал владельцем собственного пехотного полка, в семнадцать лет — кавалером ордена Золотого руна (5 апреля 1729 года).
После того как его брат Франц-Стефан в 1736 году сочетался браком с Марией-Терезией, последовал в Вену, где 6 августа 1737 года получил звание генерал-вахтмейстра.
В 1737—1739 годах принял участие в войне с турками. Проявил отличные боевые качества в сражении под Гроцкой (22 июля 1739 года), своими действиями спас левое крыло австрийцев от полного разгрома. 20 января 1738 год получил чин фельдмаршал-лейтенанта. После войны и вступления на престол Марии Терезии, 22 ноября 1740 года произведён в фельдмаршалы.
В 1742 году командовал австрийскими войсками в Богемии, поначалу успешно действуя против армии прусского короля Фридриха II. 17 мая 1742 года проиграл сражение при Хотузице близ Часлау (ныне Чехия), после которого Мария-Терезия вынуждена была заключить Бреславльский мир, уступив Фридриху II «Нижнюю и Верхнюю Силезию до Тешена, Троппау и землю по ту сторону Оппы и высоких гор, равно и графство Глац». После окончания войны с Пруссией осаждал французский гарнизон в Праге.

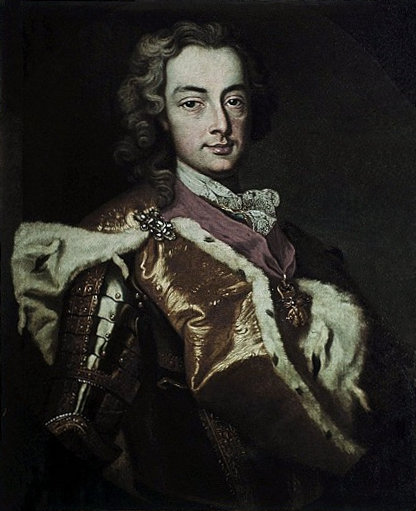
Портрет Карла Александра Лотарингского работы неизвестного художника, 2-я четв. XVIII в.

После заключения сепаратного мира с Пруссией, удачно сражался против баварских и французских войск, одержал победу при Браунау и занял всю Баварию. Был сделан герцогом Баварским. В следующем, 1744 году, смог овладеть большей частью Эльзаса. В том же году назначен штатгальтером (наместником) Австрийских Нидерландов.
В январе 1744 года женится на эрцгерцогине Марии Анне Австрийской, родной сестре Марии Терезии, умершей в декабре того же года.
Возобновление войны с Пруссией возвращает его обратно в Богемию. В 1745 году потерпел поражение при Гогенфридберге (4 июня) и Сооре (30 сентября).
В 1746—1748 годах находится в Нидерландах в рядах союзной армии, действовавшей под предводительством герцога Кумберлендского. С 21 мая 1746 — рейхсгенерал-фельдмаршал (генералиссимус). 11 октября того же года разбит главным маршалом Франции Морицем Саксонским при Рокуре.
После заключения Аахенского мира, положившего конец войне за австрийское наследство, участвует в реформировании австрийской армии.
С началом Семилетней войны назначен главнокомандующим австрийской армии. Разбит Фридрихом II под Прагой и осаждён в городе. Осада Праги была снята только после победы фельдмаршала Дауна при Колине. Вместе с Дауном успешно воюет в Силезии: его войска берут Швейдниц, наносят поражение пруссакам под Бреслау. Но 5 декабря терпит сокрушительное поражение от Фридриха II при Лейтене. Это поражение поставило крест на всей военной карьере принца. Однако, он был награждён большим крестом ордена Марии Терезии. Возвращается в Нидерланды, где продолжает исполнять обязанности штатгальтера. В мае 1761 года, при поддержке австрийского императорского дома, избран великим магистром Тевтонского ордена. Этот необременительный пост сообщал ему некоторое дополнительное влияние в имперских делах. В качестве штатгальтера Нидерландов заслужил добрую славу мудрым и мягким правлением.
Как человек был строг, но не зол и отходчив. Любитель пожить и тонкий ценитель и любитель искусства. Покровительствовал известным музыкантам, в 1744—1777 годах у него служил Жоссе Бутми.
Похоронен в Брюсселе в соборе Святых Михаила и Гудулы.

## Родословная
В законном браке с сестрой Марии-Терезии, рано умершей, детей не имел, однако имел многочисленное потомство от любовницы, не носившее никаких титулов. Большая часть потомков до настоящего времени проживает в Бельгии.

## В филателии
Карл Лотарингский изображен на бельгийской почтовой марке 1941 года.